# Zaječar
Zaječar (cyr. Зајечар) – miasto w Serbii, stolica okręgu zajeczarskiego i siedziba miasta Zaječar. Leży pobliżu granicy z Bułgarią, przy ujściu rzeki Crna Reka do Timoku. W 2011 roku liczyło 38 165 mieszkańców.
W mieście rozwinął się przemysł szklarski, ceramiczny oraz spożywczy.